# Trần Minh Tạo
Trần Minh Tạo là kiểm sát viên cao cấp Việt Nam. Ông hiện giữ chức vụ Viện trưởng Viện kiểm sát nhân dân tỉnh Bạc Liêu.

## Tiểu sử
Trần Minh Tạo là đảng viên Đảng Cộng sản Việt Nam.
Ngày 1 tháng 1 năm 1997, tỉnh Minh Hải chia tách thành hai tỉnh Bạc Liêu và Cà Mau, Thanh tra tỉnh Bạc Liêu được thành lập và ông Trần Minh Tạo giữ chức Chánh Thanh tra tỉnh Bạc Liêu từ năm 1997 đến năm 2000.
Năm 2011, Trần Minh Tạo là Viện trưởng Viện KSND tỉnh Bạc Liêu.
Trần Minh Tạo là một trong 46 ủy viên Ban Chấp hành Đảng bộ tỉnh Bạc Liêu khóa 15 nhiệm kì 2015-2020.
Ngày 3 tháng 4 năm 2016, Trần Minh Tạo được trao quyết định bổ nhiệm chức danh kiểm sát viên cao cấp.
Năm 2016, Trần Minh Tạo là Tỉnh ủy viên, Bí thư ban cán sự Đảng Cộng sản Việt Nam, Viện trưởng Viện kiểm sát nhân dân tỉnh Bạc Liêu.